# Naturalisering
 For alternative betydninger, se naturalisation.
Naturalisering er inden for økologien en arts tilpasning til at leve under fremmede forhold. I økologisk sammenhæng etablerer arten sig i en hidtil ukendt niche, hvor den enten fortrænger eller dominerer over andre arter.

## Eksempler
Naturaliserede arter, som er blevet problematiske.

### Dyr
- Spansk skovsnegl
- Kakerlak
- Brun rotte
- Vaskebjørn

### Planter
- Almindelig Vandpest (Elodea canadensis)
- Kæmpe-Bjørneklo (Heracleum mantegazzianum)
- Rynket Rose (Rosa rugosa)
- Glansbladet Hæg (Prunus serotina)